# Chan al-Asal
Chan al-Asal – dzielnica Aleppo. W 2004 roku liczyła 2567 mieszkańców.